# Карламанська сільська рада
Карлама́нська сільська рада (рос. Карламанский сельский совет) — муніципальне утворення у складі Кармаскалинського району Башкортостану, Росія. Адміністративний центр — присілок Улукулево.

## Населення
Населення — 5161 особа (2019, 5575 в 2010, 5605 в 2002).

## Склад
До складу поселення входять такі населені пункти:
| Населений пункт        | Населення, осіб (2002) | Населення, осіб (2010) |
| ---------------------- | ---------------------- | ---------------------- |
| Івановка, присілок     | 23                     | 25                     |
| Кустугулово, присілок  | 235                    | 171                    |
| Михайловка, присілок   | 3                      | 2                      |
| Новоакташево, присілок | 50                     | 45                     |
| Октябр, присілок       | 6                      | 11                     |
| Покровка, присілок     | 44                     | 47                     |
| Улукулево, присілок    | 4537                   | 4546                   |
| Урал, присілок         | 272                    | 325                    |
| Шаріпкулово, присілок  | 435                    | 403                    |